# Campionati del mondo di atletica leggera indoor 2014 - Salto con l'asta maschile
La competizione del salto con l'asta maschile ai campionati del mondo di atletica leggera indoor 2014 si è svolta l'8 marzo 2014 presso la Ergo Arena di Sopot.

## Podio
| Pos.    | Atleta                 | Nazionalità | Tempo  |
| ------- | ---------------------- | ----------- | ------ |
| Oro     | Konstadínos Filippídis | Grecia      | 5,80 m |
| Argento | Malte Mohr             | Germania    | 5,80 m |
| Bronzo  | Jan Kudlička           | Rep. Ceca   | 5,80 m |

## Record
Prima di questa competizione, il record del mondo (WR) e il record dei campionati (CR) erano i seguenti.
| Record prima dei campionati di atletica leggera indoor 2014 | Record prima dei campionati di atletica leggera indoor 2014 | Record prima dei campionati di atletica leggera indoor 2014 | Record prima dei campionati di atletica leggera indoor 2014 | Record prima dei campionati di atletica leggera indoor 2014 |
| ----------------------------------------------------------- | ----------------------------------------------------------- | ----------------------------------------------------------- | ----------------------------------------------------------- | ----------------------------------------------------------- |
| Record del mondo                                            | Renaud Lavillenie Francia                                   | 6.16                                                        | Donec'k, Ucraina                                            | 15 febbraio 2014                                            |
| Campionati del mondo di atletica leggera indoor             | Steven Hooker Australia                                     | 6.01                                                        | Doha, Qatar                                                 | 13 marzo 2010                                               |
| World Leading                                               | Renaud Lavillenie Francia                                   | 6.16                                                        | Donec'k, Ucraina                                            | 15 febbraio 2014                                            |
| Record Africano                                             | Okkert Brits Sudafrica                                      | 5.90                                                        | Liévin, Francia                                             | 16 febbraio 1997                                            |
| Record Africano                                             | Okkert Brits Sudafrica                                      | 5.90                                                        | Toronto, Canada                                             | 1º giugno 1997                                              |
| Record Asiatico                                             | Igor Potapovič Kazakistan                                   | 5.92                                                        | Stoccolma, Svezia                                           | 19 febbraio 1998                                            |
| Record Europeo                                              | Renaud Lavillenie Francia                                   | 6.16                                                        | Donec'k, Ucraina                                            | 15 febbraio 2014                                            |
| Record Nord-Centro America e Caraibi                        | Jeff Hartwig Stati Uniti                                    | 6.02                                                        | Sindelfingen, Germania                                      | 10 marzo 2002                                               |
| Record oceanico                                             | Steven Hooker Australia                                     | 6.06                                                        | Boston, Stati Uniti                                         | 7 February 2009                                             |
| Record Sudamericano                                         | Thiago Braz Brasile                                         | 5.76                                                        | Donec'k, Ucraina                                            | 14 febbraio 2014                                            |

## Finale
| Class.  | Atleta                 | Nationalità | 5.40 | 5.55 | 5.65 | 5.75 | 5.80 | 5.85 | Risultati | Note |
| ------- | ---------------------- | ----------- | ---- | ---- | ---- | ---- | ---- | ---- | --------- | ---- |
| Oro     | Konstadínos Filippídis | Grecia      | o    | o    | o    | o    | o    | xxx  | 5.80      | SB   |
| Argento | Malte Mohr             | Germania    | –    | o    | o    | o    | xo   | xxx  | 5.80      |      |
| Bronzo  | Jan Kudlička           | Rep. Ceca   | o    | –    | o    | xxo  | xxo  | xxx  | 5.80      | PB   |
| 4       | Thiago Braz da Silva   | Brasile     | –    | xxo  | o    | xo   | xxx  |      | 5.75      |      |
| 5       | Xue Changrui           | Cina        | xxo  | xxo  | xo   | xo   | xxx  |      | 5.75      |      |
| 6       | Robert Sobera          | Polonia     | o    | xo   | o    | x–   | xx   |      | 5.65      |      |
| 7       | Augusto de Oliveira    | Brasile     | o    | xo   | xxo  | xxx  |      |      | 5.65      | SB   |
| 8       | Luke Cutts             | Regno Unito | xxo  | xo   | xxo  | xxx  |      |      | 5.65      |      |
| 9       | Yang Yansheng          | Cina        | o    | o    | xx–  | x    |      |      | 5.55      |      |
| 10      | Jérôme Clavier         | Francia     | o    | xo   | xxx  |      |      |      | 5.55      |      |
| 11      | Kévin Menaldo          | Francia     | o    | xxo  | xxx  |      |      |      | 5.55      |      |
| 12      | Paweł Wojciechowski    | Polonia     | o    | xxx  |      |      |      |      | 5.40      |      |